# Denise... aujourd'hui
Le 101, ouest, avenue des Pins
Denise… aujourd'hui est une série télévisée québécoise en 26 épisodes de 26 minutes scénarisée par Denise Filiatrault et diffusé entre le 5 septembre 1990 et le 3 avril 1991 sur le réseau Télévision Quatre-Saisons.

## Synopsis
« Denise… aujourd'hui » raconte le quotidien d'une femme qui possède une agence de casting dans son sous-sol.

## Fiche technique
- Scénarisation : Denise Filiatrault
- Réalisation : André Guérard
- Société de production : Productions SDA

## Distribution
- Denise Filiatrault : Denise Dussault
- André Montmorency : Christian Lalancette
- Pierrette Robitaille : Imelda Dussault
- Michèle Deslauriers : Dolorès Tremblay
- Luc Guérin : Louis Brodeur
- Marc Grégoire : Jean-Pierre Dubois
- Jonathan Tanner : Jason Plummer
- Benoît Marleau : Jean-Paul Bordeleau
- Paul Berval : Federico
- Roger Joubert : Firmin Lapalisse
- Danielle Oddera : Marinette
- Roberto Medile : Aldo
- Normand Brathwaite : Patrice
- Anna Klimalanka : Anna Kowalsky
- Monique Mercure : Cécile
- Marie Tifo : star de cinéma
- Alexandre Caron et Guillaume Caron : Maxime Brodeur
- Martin Drainville : Jos Bleau
- Danièle Paradis : Minou
- Jacques Girard : Roger
- Élizabeth Chouvalidzé : Dr Mondor
- Guylaine Tremblay : Michèle Dussault
- Béatrice Picard : Diva italienne
- Jean-Pierre Bergeron : réalisateur italien
- Guy Jodoin : Jeannot Dussault
- Olivette Thibault : Mina
- Véronique Le Flaguais : Gilberte
- Arlette Sanders : Étiennette
- Grégoriane Minot-Payeur : Suyenne
- Danièle Lorain : Minou Dupont
- Richard Lalancette : M. Lafleur
- Lise Charbonneau : Cliente à la clinique